# Albizia burkartiana
Espèce
Statut de conservation UICN

 VU B1+2c : Vulnérable
Albizia burkartiana est une espèce de plantes à fleurs de la famille des Fabaceae.

## Publication originale
- Memoirs of The New York Botanical Garden 74(1): 211–212. 1996.